# Зърнастец
Зърна̀стецът или дивата боя (Rhamnus) е род храсти, по-рядко малки дървета от семейство Зърникови (Rhamnaceae). Използват се като багрила, за дъбене и в медицината. Медоносни растения.
Дълго използван от индианците като естествено слабително средство, зърнастецът не е широко познат с това си качество до 1877 г. Това е дърво, първоначално разпространено предимно в Америка (от южна Британска Колумбия на юг до централна Калифорния, както и навътре до Западна Монтана), чиято кора се използва като ефективно средство за борбата със запека. Всъщност на испански името на тази билка означава „свещена кора“. Тя се събира рано на пролет, след което се суши, за да се използва по предназначение.

## Разпространение и местообитание
Срещат се по Средиземноморието и Южна Европа. В България се срещат 5 вида.
Зърнастецът расте във влажни, до кисели почви, в сенчестите участъци на открити поляни или по границата на смесени иглолистни и широколистни гори.

## Описание
Понякога дървото достига 15 m височина, но обикновено е голямо около 5 – 10 m, с диаметър на стъблото 20 – 50 cm. Кората е кафява към сребристо-сива на цвят.
Изсушената кора от зърнастец има очистителен и жлъчегонен ефект върху организма. Помага при запек, без да се отразява на нормалната функция на тънките черва.
Зърнастецът, когато е преминал необходимата обработка, се счита за напълно безопасен и ефективен от повечето специалисти. Желаният ефект настъпва в рамките на 6 до 10 часа след приемане на билката.
Днес много слабителни медикаменти съдържат зърнастец като основна съставка. Когато се приема правилно, зърнастецът облекчава симптомите на запек. Всъщност той е доста добре поносимо разслабително средство, така че може да се използва и от възрастни хора. Подходящ е за приемане след анални или ректални операции, като предотвратява напрежението и болката, свързани с появата на хемороиди и анални фисури.

## Видове
Съществуват около 100 вида. Някои от по-важните са:
- Rhamnus alaternus
- Rhamnus alnifolia
- Rhamnus arguta
- Rhamnus bourgaeana
- Rhamnus cathartica
- Rhamnus crocea
- Rhamnus davurica
- Rhamnus diffusus
- Rhamnus globosa
- Rhamnus ilicifolia
- Rhamnus japonica
- Rhamnus lanceolata
- Rhamnus libanotica
- Rhamnus ludovici-salvatoris
- Rhamnus lycioides
- Rhamnus palaestinus
- Rhamnus pallasii
- Rhamnus persica
- Rhamnus petiolaris
- Rhamnus pirifolia
- Rhamnus prinoides
- Rhamnus saxatilis
- Rhamnus serrata
- Rhamnus smithii
- Rhamnus staddo
- Rhamnus utilis

## Галерия
- ботанически илюстрации
- Rhamnus alpina
- Rhamnus caroliniana
- Rhamnus davurica
- Rhamnus pumila
- Rhamnus cathartica
- Rhamnus saxatilis